# Torches (album)
Torches là album phòng thu đầu tay của ban nhạc indie pop Mỹ Foster the People. Album này được phát hành vào ngày 23 tháng 5 năm 2011 bởi hãng đĩa Columbia và Startime.

## Danh sách ca khúc
Tất cả lời bài hát được viết bởi Mark Foster; tất cả nhạc phẩm được soạn bởi Foster, except where noted.
| Torches          | Torches                           | Torches                      | Torches    |
| STT              | Nhan đề                           | Sản xuất                     | Thời lượng |
| ---------------- | --------------------------------- | ---------------------------- | ---------- |
| 1.               | "Helena Beat"                     | Greg Kurstin, Mark Foster    | 4:36       |
| 2.               | "Pumped Up Kicks"                 | Foster                       | 4:00       |
| 3.               | "Call It What You Want"           | Paul Epworth, Foster         | 4:01       |
| 4.               | "Don't Stop (Color on the Walls)" | Rich Costey, Foster          | 2:56       |
| 5.               | "Waste"                           | Kurstin, Foster              | 3:25       |
| 6.               | "I Would Do Anything for You"     | Epworth, Foster, Tony Hoffer | 3:35       |
| 7.               | "Houdini"                         | Rich Costey, Foster          | 3:23       |
| 8.               | "Life on the Nickel"              | Epworth, Foster              | 3:36       |
| 9.               | "Miss You"                        | Kurstin, Foster              | 3:39       |
| 10.              | "Warrant"                         | Kurstin, Foster              | 5:23       |
| Tổng thời lượng: | Tổng thời lượng:                  | Tổng thời lượng:             | 38:24      |

| Phiên bản iTunes | Phiên bản iTunes | Phiên bản iTunes |
| STT              | Nhan đề          | Thời lượng       |
| ---------------- | ---------------- | ---------------- |
| 11.              | "Broken Jaw"     | 5:29             |
| Tổng thời lượng: | Tổng thời lượng: | 44:01            |

| Phiên bản độc quyền ở Best Buy | Phiên bản độc quyền ở Best Buy         | Phiên bản độc quyền ở Best Buy |
| STT                            | Nhan đề                                | Thời lượng                     |
| ------------------------------ | -------------------------------------- | ------------------------------ |
| 11.                            | "Love"                                 | 3:41                           |
| 12.                            | "Chin Music for the Unsuspecting Hero" | 3:25                           |
| Tổng thời lượng:               | Tổng thời lượng:                       | 45:30                          |

| Phiên bản ở Nhật | Phiên bản ở Nhật                                     | Phiên bản ở Nhật |
| STT              | Nhan đề                                              | Thời lượng       |
| ---------------- | ---------------------------------------------------- | ---------------- |
| 11.              | "Broken Jaw"                                         | 5:29             |
| 12.              | "Love"                                               | 3:41             |
| 13.              | "Chin Music for the Unsuspecting Hero"               | 3:25             |
| 14.              | "Pumped Up Kicks" (The Knocks Speeding Bullet Remix) | 4:39             |
| 15.              | "Houdini" (RAC Remix)                                | 3:56             |

| Phiên bản lưu diễn ở Úc - CD 2 | Phiên bản lưu diễn ở Úc - CD 2                                        | Phiên bản lưu diễn ở Úc - CD 2 |
| STT                            | Nhan đề                                                               | Thời lượng                     |
| ------------------------------ | --------------------------------------------------------------------- | ------------------------------ |
| 1.                             | "Broken Jaw"                                                          | 5:29                           |
| 2.                             | "Love"                                                                | 3:40                           |
| 3.                             | "Chin Music for the Unsuspecting Hero"                                | 3:24                           |
| 4.                             | "Pumped Up Kicks" (The Knocks Speeding Bullet Remix)                  | 4:39                           |
| 5.                             | "Houdini" (RAC Remix)                                                 | 3:56                           |
| 6.                             | "Helena Beat" (Lenno Extended Remix)                                  | 5:10                           |
| 7.                             | "Call It What You Want" (Treasure Fingers Pre-Party Remix Radio Edit) | 3:41                           |

| Torches (Redux)  | Torches (Redux)                        | Torches (Redux) |
| STT              | Nhan đề                                | Thời lượng      |
| ---------------- | -------------------------------------- | --------------- |
| 1.               | "Warrant"                              | 5:11            |
| 2.               | "Helena Beat"                          | 4:26            |
| 3.               | "Pumped Up Kicks"                      | 3:49            |
| 4.               | "Waste"                                | 3:22            |
| 5.               | "Downtown"                             | 3:19            |
| 6.               | "Color on the Walls"                   | 2:52            |
| 7.               | "Life on the Nickel"                   | 3:28            |
| 8.               | "Broken Jaw"                           | 5:25            |
| 9.               | "Love"                                 | 3:36            |
| 10.              | "Call it What You Want"                | 3:41            |
| 11.              | "Houdini"                              | 3:12            |
| 12.              | "Chin Music for the Unsuspecting Hero" | 3:14            |
| 13.              | "I Would Do Anything For You"          | 3:21            |
| 14.              | "Miss You"                             | 3:32            |
| 15.              | "Pumped Up Kicks (MNDR 4-Track)"       | 4:32            |
| 16.              | "Helena Beat (Acoustic)"               | 3:21            |
| 17.              | "Color on the Walls (Acoustic)"        | 2:48            |
| 18.              | "Pumped Up Kicks (Acoustic)"           | 3:22            |
| 19.              | "Houdini (RAC Mix)"                    | 3:54            |
| 20.              | "I Would Do Anything For You (O)"      | 4:02            |
| 21.              | "Pumped Up Kicks (SH Remix)"           | 4:57            |
| Tổng thời lượng: | Tổng thời lượng:                       | 80:00           |

## Xếp hạng
| Bảng xếp hạng (2011–12)         | Vị trí cao nhất |
| ------------------------------- | --------------- |
| Australian Albums Chart         | 1               |
| Austrian Albums Chart           | 44              |
| Belgian Albums Chart (Flanders) | 69              |
| Belgian Albums Chart (Wallonia) | 99              |
| Canadian Albums Chart           | 7               |
| Dutch Albums Chart              | 53              |
| French Albums Chart             | 29              |
| Irish Albums Chart              | 13              |
| Mexican Albums Chart            | 30              |
| New Zealand Albums Chart        | 18              |
| Polish Albums Chart             | 47              |
| Swiss Albums Chart              | 49              |
| UK Albums Chart                 | 12              |
| US Billboard 200                | 8               |
| US Billboard Rock Albums        | 1               |
| US Billboard Alternative Albums | 1               |

| Bảng xếp hạng (2011)  | Vị trí cao nhất |
| --------------------- | --------------- |
| Canadian Albums Chart | 42              |

| Quốc gia | Chứng nhận |
| -------- | ---------- |
| Úc       | Bạch kim   |
| Canada   | Bạch kim   |
| Mỹ       | Vàng       |